# مقاطعة عجب شير
مقاطعة عجب‌ شیر (بالفارسية: شهرستان عجب‌ شیر) هي إحدى مقاطعات محافظة أذربيجان الشرقية في إيران. عاصمة المقاطعة هي عجب شير. حسب تعداد 2011، بلغ عدد السكان 66,746 نسمة.